# Roberta Peters

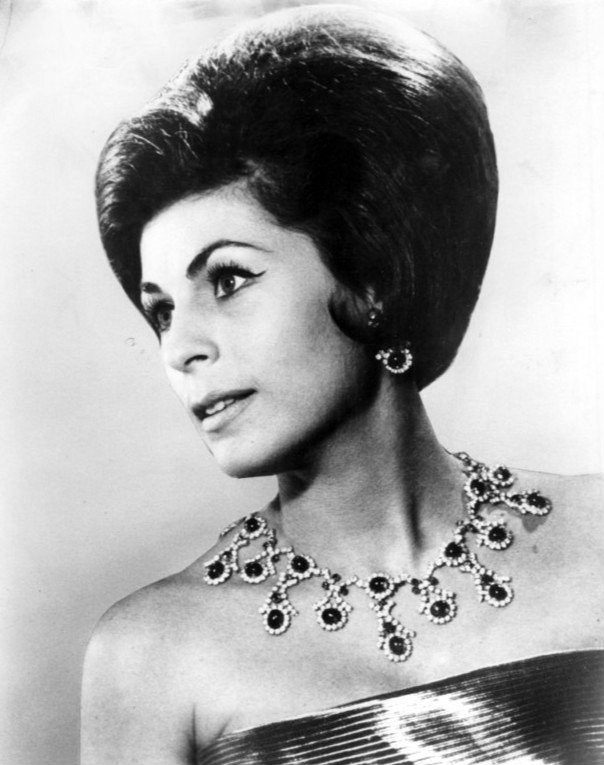

Roberta Peters, pseudonimo di Roberta Peterman (New York, 4 maggio 1930 – New York, 18 gennaio 2017), è stata un soprano statunitense.

## Biografia
Nata nel Bronx, figlia di un calzolaio e fabbricante di cappelli, cominciò a studiare musica a tredici anni incoraggiata dal tenore Jan Peerce e fu allieva di William Hermann a New York per sei anni.
Debuttò nel 1950 al Teatro Metropolitan come Zerlina nel Don Giovanni, grazie a un'improvvisa indisposizione del soprano Nadine Conner. Il direttore Fritz Reiner, con il benestare dello storico sovrintendente Rudolf Bing, accettò nel cast il giovanissimo soprano, che divenne una presenza costante nei cartelloni del Metropolitan per oltre un trentennio, fino al 1985, quando chiuse la carriera al Met ancora con l'impegnativo ruolo di Gilda.
Apparve inoltre a Chicago e San Francisco e si esibì anche fuori dagli Stati Uniti, a partire dal 1951 alla Royal Opera House di Londra nella rielaborazione musicale di The Bohemian girl. Fu presente poi a Vienna, Salisburgo (Regina della notte nel 63 e 64), Mosca e in diversi teatri italiani. Negli ultimi anni di carriera fu interprete anche dell'operetta La vedova allegra e della commedia musicale The King and I.
Si affermò come soprano di coloratura, affrontando ruoli di epoche diverse (Susanna, Despina, Regina della notte, Adina, Norina, Olympia, Sophie, Zerbinetta); si avvicinò anche a ruoli di stampo più lirico (Lucia, Amina, Gilda).
Nel 1952 sposò il baritono Robert Merrill, ma l'unione durò solo 3 mesi. Nel 1955 si risposò con il finanziere Bertram Fields, dal quale ebbe due figli. Acquisì notevole popolarità nel suo paese anche per le frequenti apparizioni televisive. Nel 1998 le fu assegnata la National Medal of Arts.

## Discografia

### Incisioni in studio
- Mozart - Così fan tutte, con Blanche Thebom, Eleanor Steber, Richard Tucker, Frank Guarrera - Dir. Fritz Stiedry - Columbia 1952
- Verdi - Rigoletto - con Robert Merrill, Jussi Björling, Giorgio Tozzi, Anna Maria Rota - Dir. Jonel Perlea - RCA 1956
- Gluck - Orfeo ed Euridice - con Risë Stevens, Lisa Della Casa - Dir. Pierre Monteux - RCA 1957
- Donizetti - Lucia di Lammermoor - con Jan Peerce, Philip Maero, Giorgio Tozzi - Dir. Erich Leinsdorf - RCA 1958
- Rossini - Il Barbiere di Siviglia - con Robert Merrill, Cesare Valletti, Fernando Corena, Giorgio Tozzi - Dir. Erich Leinsdorf - RCA 1958
- Mozart - Le nozze di Figaro (Susanna) - con George London, Lisa Della Casa, Giorgio Tozzi, Rosalind Elias - Dir. Erich Leinsdorf - RCA 1958
- Strauss - Arianna a Nasso (Zerbinetta) - con Leonie Rysanek, Sena Jurinac, Jan Peerce, Walter Berry - Dir. Erich Leinsdorf - RCA 1960
- Mozart - Il flauto magico (Regina della notte) - con Fritz Wunderlich, Evelyn Lear, Franz Crass, Dietrich Fischer-Dieskau, Hans Hotter - Dir. Karl Böhm - DG 1964

### Registrazioni dal vivo
- Puccini - Gianni Schicchi - con Salvatore Baccaloni, Thomas Hayward, Clifford Harvuot - Dir. Alberto Erede - Met 1952 ed. Lyric Distribution
- Rossini - Il barbiere di Siviglia, con Robert Merrill, Cesare Valletti, Cesare Siepi, Fernando Corena, dir. Pierre Monteux - Met 1954 ed. Bongiovanni
- Offenbach - I racconti di Hoffmann - con Richard Tucker, Risë Stevens, Lucine Amara - Dir. Pierre Monteux - Met 1955 ed. Cetra/GOP
- Verdi - Un ballo in maschera (Oscar) - con Richard Tucker, Zinka Milanov, Josef Metternich, Jean Madeira - Dir. Dimitri Mitropoulos - Met 1955 ed. Foyer/Bongiovanni/Walhall
- Verdi - Un ballo in maschera - con Jan Peerce, Zinka Milanov, Robert Merrill, Marion Anderson - Dir. Dimitri Mitropoulos - Met 1955 ed. Myto
- Mozart - Don Giovanni (Zerlina), con Cesare Siepi, Fernando Corena, Margaret Harshaw, Lucine Amara, Cesare Valletti - Dir. Max Rudolf - Met 1955 ed. Bensar
- Donizetti - Don Pasquale - con Fernando Corena, Cesare Valletti, Frank Guarrera - Dir. Thomas Schippers - Met 1956 ed. Cetra/RHR/Gala
- Verdi - Rigoletto - con Leonard Warren, Richard Tucker, dir. Fausto Cleva - Met 1956 ed. Bongiovani/Andromeda
- Mozart - Don Giovanni, con Cesare Siepi, Giorgio Tozzi, Eleanor Steber, Lisa Della Casa, Jan Peerce - Dir. Karl Böhm - Met 1957 ed. Melodram
- Mozart - Il flauto magico (Regina della notte) - con Nicolai Gedda, Gloria Davy, Theodor Uppman, Mildred Allen, Giorgio Tozzi - Dir. Erich Leinsdorf - Met 1958 ed. Bensar
- Donizetti - Lucia di Lammermoor - con Jan Peerce, Mario Zanasi, Nicola Moscona, dir. Fausto Cleva - Met 1958 ed. Bensar
- Verdi - Rigoletto - con Leonard Warren, Eugenio Fernandi, dir. Fausto Cleva - Met 1959 ed. Bensar
- Verdi - Rigoletto - con Cornell MacNeil, Barry Morell, Giorgio Tozzi, dir. Nino Verchi - Met 1960 ed. Première Opera
- Verdi - Rigoletto - con Robert Merrill, Richard Tucker, Bonaldo Giaiotti, dir. Fausto Cleva - Met 1964 ed. Sony
- Mozart - Il flauto magico (Regina della notte) - con Waldemar Kmentt, Walter Berry, Pilar Lorengar, Walter Kreppel - Dir. István Kertész - Vienna 1964 ed. Melodram/Opera Depot
- Menotti - The Last Savage - con George London, Nicolai Gedda, Teresa Stratas - Dir. Thomas Schippers - Met 1964
- Donizetti - Lucia di Lammermoor - con Sándor Kónya, Frank Guarrera, Justino Diaz - Dir. Silvio Varviso - Met 1966 ed. Gala
- Verdi - Rigoletto - con Cornell MacNeil, Alfredo Kraus - Dir. Francesco Molinari Pradelli - Met 1966 ed. Bongiovanni/Living Stage
- Donizetti - L'elisir d'amore - con Carlo Bergonzi, Fernando Corena, Frank Guarrera - Dir. Thomas Schippers - Met 1966 ed. Bensar
- Donizetti - L'elisir d'amore - con Alfredo Kraus, Mario Sereni, Fernando Corena - Dir. Fausto Cleva - Met 1968 ed. GOP
- Donizetti - Lucia di Lammermoor - con Franco Corelli, Matteo Manuguerra, Bonaldo Giaiotti - Dir. Carlo Franci - Met 1971 ed. Living Stage

## Film
- Tonight We Sing (nella versione ital. Parata di splendore) di Mitchell Leisen - Con Ezio Pinza e Isaac Stern - USA 1953